# مدينة دبي لايف ستايل
مدينة دبي لايف ستايل هي مشروع تطوير متعدد الأغراض في منطقة دبي لاند في دبي، الإمارات العربية المتحدة، وتغطي أكثر من 4.15 مليون قدم مربع. تم افتتاح مدينة دبي لايف ستايل في دبي لاند رسميًا في يناير 2006. لو كان قد اكتمل، لكان المشروع يضم 68 فيلا و 120 فيلا (شقق)، ملعب جولف، وقاعة احتفالات، ومسرح، ومرافق رياضية وترفيهية. قدرت تكلفة المشروع بنحو 2.4 مليار درهم. تم الآن إلغاء المشروع.
تم تصميم مدينة دبي لايف ستايل من قبل المصمم توني أشاي في بيفرلي هيلز، وقد تم تصورها كمجتمع مسور مستوحى من توسكانا. كان الهدف من مجموعة إي تي إيه أسكون المطورة لمدينة دبي لايف ستايل هو توفير منازل فاخرة تشبه تلك الموجودة في توسكانا في إيطاليا.
كان المشروع سيتألف من منازل عائلية كبيرة وسلسلة من المباني السكنية منخفضة الارتفاع، تحتوي فقط على شقق كبيرة تحيط جميعها بملعب غولف تدريبي.
كان المشروع يحتوي على مرافق رياضية ومطاعم ومقاهي. يمكن الوصول إلى طريق الإمارات وطريق أم سقيم.
تم منح عقد إنشاء البنية التحتية بمبلغ 49 مليون درهم في أوائل عام 2008 إلى قسم المقاولات في مجموعة بن لادن السعودية.

## الحياة الإلكترونية
تعاونت مدينة دبي لايف ستايل (DLC) مع شركتي سيسكو ومايكروسوفت لتضمين الأتمتة المنزلية وتقنية الشبكات طوال الوقت. عند نشر النظام المتكامل الذي يربط جميع الوحدات داخل الجيب بأكمله مع بعضها البعض ، سيتمكن السكان من الاستمتاع بنظام التحكم والمراقبة في المنزل ، وميزات الأمان ، ونظام المسرح المنزلي ، والترفيه الإعلامي ، ونظام الاتصال عبر بروتوكول الإنترنت ، وبوابة المجتمع التفاعلية .

## عوامل الجذب
نادي الأعضاء
كان نادي الأعضاء مخصصًا لسكان مدينة دبي لايف ستايل. كان سيحتوي على مرافق للياقة البدنية ، وحوض سباحة ، وفناء خاص ، ومسرح معاينة ، ومنطقة للأطفال.
جدار الشهرة
افتتحت ماريا شارابوفا «جدار الشهرة»، وتلاها كاران جوهر وجاجيت سينغ. لديها مطبوعات يدوية لنجم بوليوود شاروخان.

## أنظر أيضًا
- الموقع الرسمي
- Dubailand.ae